# Albazino
Albazino (ryska Албазино) är en ort i det ryska länet Amur oblast i Ryssland. Det här var platsen för den allra första ryska bosättningen vid Amurfloden, Albazin (ryska Албазин)]. Albazino är centralort för landsbygdsdistriktet Albazinskij Selsovet, som har cirka 400 invånare.

## Historia
Före ryssarnas ankomst tillhörde Albazino daurfolket, ett mongoliskt folk som var ursprungsbefolkning i området. 
Ortens namn härrör från prins Albaz, som gjorde bosättningen till huvudstad för evenkerna.
På 1640-taIet erövrade ryska kosacker under ledning av Jerofej Chabarov staden från daurerna och byggde ett fort 1651. 1686 besegrades ryssarna av mongolerna. Vid fördraget i Nertjinsk 1689 blev området kinesiskt.